# Cedar Point

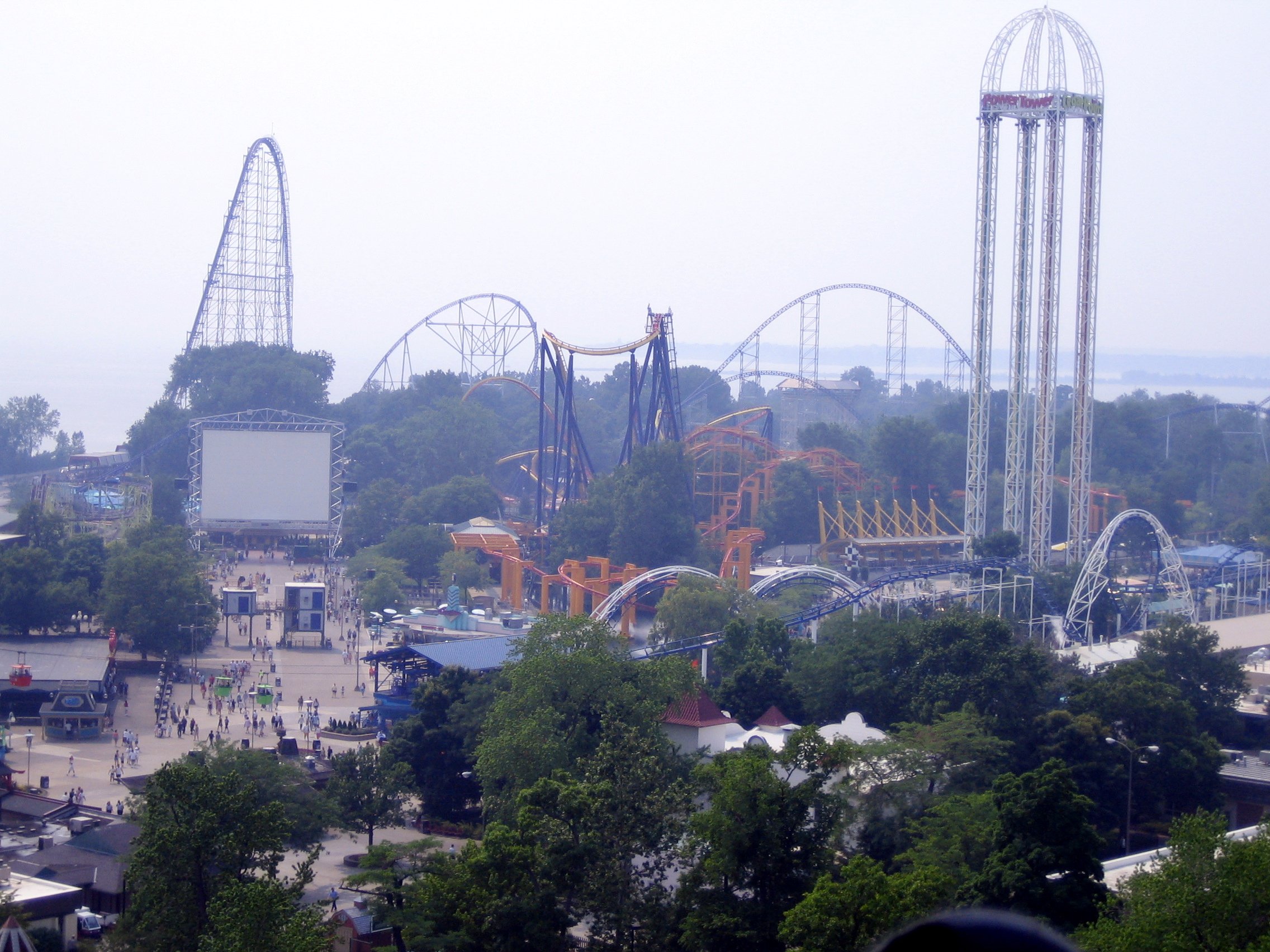
Cedar Point

Cedar Point je zábavní park v Sandusky, Ohio, USA, rozkládající se na ploše 1.5 km². Se svými 69 atrakcemi se jedná se o jeden z nejrozsáhlejších zábavních parků na světě a v současnosti drží rekord coby park s největším počtem horských drah (17). Taktéž 4 horské dráhy v tomto parku jsou vyšší než 50 metrů. K parku náleží míli dlouhá bílá písčitá pláž, dva vodní parky (Soak City a Castaway Bay), dva přístavy, pár hotelů a "Challenge Park" ve kterém lze najít autíčka "go-karts" a minigolf.
Park byl otevřen v roce 1870 a je druhým nejstarším parkem v Severní Americe, po parku Lake Compounce. Cedar Point je vlajkovou lodí společnosti Cedar Fair Entertainment, která sídlí v areálu tohoto parku.

## Horské dráhy
- Blue Streak – Dřevěná (1964) Philadelphia Toboggan Company
- Cedar Creek Mine Ride – Ocelová důlní (1969) Arrow Dynamics
- WildCat – Ocelová Wild Mouse (1970) Schwarzkopf
- Corkscrew – Ocelová loopingová (1976) Arrow Dynamics
- Gemini – Závodní dřevěná (1978) Arrow Dynamics
- Jr. Gemini – Ocelová dětská (1979) Intamin AG
- Disaster Transport – Vnitřní bobová (1985) Intamin AG
- Iron Dragon – Zavěšená (Suspended) (1987) Arrow Dynamics
- Magnum XL-200 – Hypercoaster (1989) Arrow Dynamics
- Mean Streak – Dřevěná (1991) Dinn Corporation
- Raptor – Zavěšená (Inverted) (1994) B&M
- Mantis – Stand-up (1996) B&M
- Woodstock Express – Ocelová dětská (1999) Vekoma
- Millennium Force – Gigacoaster (2000) Intamin AG
- Wicked Twister – Vystřelovaná (LIM (2002) Intamin AG
- Top Thrill Dragster – Vystřelovaný Stratacoaster (2003) Intamin AG
- Maverick (Cedar Point) – Vystřelovaný LSM (2007) Intamin AG